# Saison 4 de Highlander
 (juin 2024).
Si vous disposez d'ouvrages ou d'articles de référence ou si vous connaissez des sites web de qualité traitant du thème abordé ici, merci de compléter l'article en donnant les références utiles à sa vérifiabilité et en les liant à la section « Notes et références ».
Chronologie
Saison 3 Saison 5
Cet article présente le guide des épisodes de la quatrième saison de la série télévisée franco-canadienne Highlander.

## Distribution

### Acteurs principaux
Les acteurs suivants figurent au générique de la quatrième saison :
- Adrian Paul (VF : Pierre Dourlens) : Duncan MacLeod
- Stan Kirsch (VF : Pierre Laurent) : Richie Ryan
- Jim Byrnes (VF : Michel Paulin) : Joe Dawson

### Acteurs récurrents
- Peter Wingfield (VF : Maurice Decoster) : Methos (7 épisodes)
- Elizabeth Gracen (VF : Catherine Davenier) : Amanda (5 épisodes)
- Lisa Howard (VF : Marie-Hélène Le Doze) : docteur Ann Lindsay (2 épisodes)
- Roger Daltrey (VF : Philippe Catoire) : Hugh Fitzcairn (1 épisode)

## Équipe technique
- Producteurs délégués : Peter S. Davis, William Panzer, Christian Charret, Marla Ginsburg
  - Coproducteur délégué : Nicholas Clermont
- Producteur : Ken Gord
  - Producteur associé : David Tynan
  - Producteur coordination : Denis Leroy
- Consultant au scénario : David Tynan
- Consultant créatif : David Abramowitz
- Thème du générique : Princes of the Universe par Queen
- Musique originale : Roger Bellon

## Épisodes
Les vingt-deux épisodes de la quatrième saison de la série sont :

### Épisode 1:Retour aux sources
- États-Unis : 25 septembre 1995
- France : date inconnue sur M6

- Carsten Norgaard (Kanwulf)
- Kristin Minter (Rachel MacLeod)
- Laurie Holden (Debra Campbell)
- Matthew Walker (Ian MacLeod)

Immortels
- Kanwulf

FlashBack
- 1618, 1624,  Royaume d'Écosse

- Cet épisode est le premier réalisé par Adrian Paul.
- La chanson Bonny Portmore a été ré-arrangée par le compositeur de la série, Roger Bellon, puisque les droits de la chanson interprétée par Loreena McKennitt (qu'on entend dans Highlander III) ne furent pas obtenus pour la série.
- On reverra encore deux fois Kristin Minter dans la saison 4.
- Matthew Walker reprend son rôle du père de Duncan MacLeod, vu dans le deuxième épisode de la première saison, Jeux dangereux. On le reverra dans le même rôle dans le premier épisode de la cinquième saison, La Prophétie.
- Seuls de courts passages ont été tournés en Écosse. Le reste des scènes extérieures ont été tournées en Colombie-Britannique.
- Laurie Holden, qui joue le rôle de Debra Campbell jouait parallèlement le rôle de Marita Covarrubias dans la série télévisée X-Files. On l'a revue plus tard dans les séries The Shield et The Walking Dead, où elle incarne le personnage d'Andrea.

### Épisode 2:Frères d'armes
- États-Unis : 2 octobre 1995

- Wolfgang Bodison (Andrew Cord)
- Philip Akin (Charlie DeSalvo)
- Liliana Komorowska (Mara)
- Chris Bradford (Joe Dawson jeune)

Immortels
- Andrew Kord

FlashBack
- 1968,  Viêt Nam

- Cet épisode marque la dernière apparition de Charlie DeSalvo, interprété par Philip Akin.
- Les raisons de l'infirmité de Joe Dawson sont ici dévoilées.
- Duncan ne veut plus voir Joe à cause du meurtre de Charlie.

### Épisode 3:L'Homme perdu
- États-Unis : 9 octobre 1995

- Pruitt Taylor Vince (Mikey)
- Callum Keith Rennie (Tyler King)

Immortels
- Mikey Bellow
- Tyler King
- Alan Wells

FlashBack
- 1868, Dakota du Nord,  États-Unis

- Pruitt Taylor Vince est une figure connue du grand comme du petit écran ; on a pu le voir notamment dans Code Quantum, X-Files ou encore Alias.
- À la fin, Duncan achète une maison en mauvais état et la retape dans les épisodes suivants.
- Callum Keith Rennie était déjà apparu dans la série, dans l"épisode Œil pour œil, mais dans un autre rôle.

### Épisode 4:Les Rabatteurs
- États-Unis : 16 octobre 1995

- Justin Louis (Peter Kanis)
- Travis MacDonald (Mark Roszca)

- 1785,  Angleterre
- Immortel(s)' : Peter Kanis
- David Cole

- Travis MacDonald reprend son rôle de l'épisode Plus sombre que la nuit de la deuxième saison.
- Justin Louis sera bien plus tard au générique de la série Stargate Universe en tant que Colonel Everett Young.

### Épisode 5:Le Porte-Bonheur
- États-Unis : 23 octobre 1995

- Elizabeth Gracen (Amanda)
- Nicholas Campbell (Kit O'Brady)

Immortels
- Amanda
- Kit O'Brady

FlashBack
- 1888, San Francisco,  États-Unis

- Nicholas Campbell est surtout connu pour être l'interprète du personnage principal dans la série Coroner Da Vinci.

### Épisode 6:Retrouvailles
- États-Unis : 30 octobre 1995

- Elizabeth Gracen (Amanda)
- Lisa Howard (Anne Lindsay)
- Myles Ferguson (Kenny)
- Mike Preston (Terence Kincaid)

Immortels
- Amanda
- Kenny
- Terence Kincaid

FlashBack
- 1182,  Royaume d'Angleterre
- 1778, Pacifique Sud

- Cet épisode est la suite directe de Le Masque de l'innocence, septième épisode de la troisième saison.

### Épisode 7:Le Colonel
- États-Unis : 6 novembre 1995

- Elizabeth Gracen (Amanda)
- Sean Allen (Simon Killian)
- Lisa Butler (Melissa)

Immortels
- Amanda
- Simon Killian

FlashBack
- 1918,  France

- Deux fins furent tournées pour cet épisode : une où le personnage de Melissa meurt, et une autre où elle survit.
- Lisa Butler jouait déjà la mère de Kenny dans l'épisode précédent.
- On retrouve Joe Dawson dans cet épisode, fâché avec MacLeod depuis le deuxième épisode. En aidant Amanda, ces actes auront des conséquences dans l'épisode final de cette saison.

### Épisode 8:La Dérobade
- États-Unis : 13 novembre 1995

- Peter Outerbridge (Paul Kinman)
- Jill Teed (Kayla Brooks)
- Kevin McNulty (David Markum)

Immortels
- Paul Kinman

FlashBack
- 1712,  Angleterre

- Kevin McNulty avait déjà joué dans la série : il était le vendeur de voiture qui employait Richie dans la première saison, dans l'épisode Froide Vengeance.
- Cinq futurs acteurs de Stargate font leur apparition dans cet épisode : Kevin Mcnultiy (Atlantis, S2-E19 / SG1 Dr. Warner), Jeel Teed (SG1, Yolanda Reese), Stephen Dimopoulos (Atlantis, S2-E7), Eileen Barrett  (SG1, S9-E6) et Fred Henderson (SG1, S2-E21).

### Épisode 9:Pour l'amour de Kali
- États-Unis : 20 novembre 1995

- Kabir Bedi (Kamir)
- Sue Mathew (Vashti)
- Molly Parker (Alice Ramsey)

Immortels
- Kamir

FlashBack
- 1764,  Inde

- Kabir Bedi est probablement plus connu pour son rôle de Gobinda dans Octopussy.
- Cet épisode a été écrit à la demande du chef décorateur Stephen Geaghan, qui souhait voir un épisode se dérouler dans un lieu exotique.
- Deuxième et dernière apparition de Shandra Devane, plus tard, Veena Sood jouera deux rôles dans Stargate SG1 (une Abydossienne et le dr Kelly).
- Brent Stait rejoindra Stargate en tant que Major Louis Ferretti (SG1, S1) puis Michael Kenmore (Atlantis, S2-E20).
- Suleka Mathew rejoindra elle aussi Stargate avec un clin d’œil entre les 2 séries en jouant Kali (SG1, S5), plus tard elle sera Constance (Universe, S1-E14).

### Épisode 10:Amour à mort
- États-Unis : 27 novembre 1995

- Peter Wingfield (Methos)
- Ann Turkel (Kristin Gilles)
- Emmanuelle Vaugier (Maria Alcobar)
- Beverly Hendry (Louise)

Immortels
- Methos
- Kristin Gilles

FlashBack
- 1659, Normandie,  Royaume de France

- Ann Turkel a été l'épouse de Richard Harris.
- On voit dans cet épisode Emmanuelle Vaugier, au début de sa carrière.
- Cet épisode contient le premier quickening de Methos de la série.

### Épisode 11:Course contre la mort
- États-Unis : 29 janvier 1996

- Peter Wingfield (Methos)
- Ron Halder (Walter Bellman)
- Rae Dawn Chong (Claudia Jardine)
- Ocean Hellman (Alexa Bond)

Immortels
- Methos
- Walter Bellman
- Claudia Jardine

FlashBack
- 1663,  Royaume d'Angleterre

- Methos débute dans cet épisode sa relation avec Alexa, une jeune femme en phase terminale.
- Trois ans plus tard, Ron Halder deviendra Cronus dans Stargate SG1, mais il est surtout connu pour sa voix qu'il prête à de nombreux personnes de dessins animés dans les versions anglaises.

### Épisode 12:Au bout du tunnel
- États-Unis : 5 février 1996

- Lisa Howard (Anne Lindsey)
- Alison Moir (Diane Terrin)
- Duncan Fraser (chef des pompiers)

Immortels
- Aucun

FlashBack
- 1940, Londres,  Royaume-Uni

- Duncan a fini de rénover la maison, il l'offre à Marie et Anne
- Cet épisode marque la dernière apparition du personnage joué par Lisa Howard, Anne Lindsey.
- Troisième et dernière apparition de Duncan Fraser.

### Épisode 13:L'Emprise du Mal (1repartie)
- États-Unis : 12 février 1996

- Ron Chief Moon (James Coltec)
- Benjamin Ratner (Bryce Korland)

Immortels
- James Coltec
- Horvan Kant
- Bryce Korland

FlashBack
- 1872, Ouest américain,  États-Unis
- 1958, Greenwich Village,  États-Unis

- Cet épisode marque la dernière apparition de Richie dans la saison 4. Comme on l'apprendra lors de la saison 5, il est resté éloigné de MacLeod durant cette période.

### Épisode 14:L'Emprise du Mal (2epartie)
- États-Unis : 19 février 1996

- Peter Wingfield (Methos)
- Michael J. Jackson (Sean Burns)
- Carl Chase (Robert Davis)
- Valeria Cavalli (Dominique Davis)
- Kristin Minter (Rachel MacLeod)

Immortels
- Methos
- Sean Burns

FlashBack
- 1917,  France

- La décapitation de Sean Burns sera un des sujets de l'épisode de la cinquième saison Le Pardon.

### Épisode 15:Sous la foi du serment
- États-Unis : 26 février 1996

- Kristin Minter (Rachel MacLeod)
- Ricco Ross (Kassim)
- Vernon Dobtcheff (Hamad)
- Tomer Sisley (Reza)

Immortels
- Kassim

FlashBack
- 1480,  Royaume d'Aragon
- 1755, Afrique du Nord

- Ricco Ross est un ami proche d'Adrian Paul, et a joué dans des séries telles que Doctor Who et Capitaine Furillo.
- Cet épisode marque la dernière apparition du personnage joué par Kristin Minter, Rachel MacLeod.

### Épisode 16:Le Cadeau de Mathusalem
- États-Unis : 22 avril 1996

- Elizabeth Gracen (Amanda)
- Peter Wingfield (Methos)
- Anthony Hyde (Nathan Stern)
- Nadia Cameron (Rebecca Horne)
- Jamie Harris (Daniel Geiger)

Immortels
- Amanda
- Methos
- Rebecca Horne

FlashBack
- Cet épisode est la suite directe de Héritage de Cristal, dix-neuvième épisode de la seconde saison.

### Épisode 17:L'Immortel Cimoli
- États-Unis : 29 avril 1996

- Elizabeth Gracen (Amanda)
- Crispin Bonham-Carter (Danny Cimoli)
- Louise Vincent (Lina Cimoli)
- Simon Kunz (Damon Case)

Immortels
- Amanda
- Damon Case
- Danny Cimoli
- Jean-Philippe De La Faye III

FlashBack
- 1795,  Angleterre

- Crispin Bonham-Carter est le cousin d'Helena Bonham Carter.
- Le premier (et dernier) combat de Danny Cimoli a été filmé mais n'a finalement pas été intégré au montage. On peut cependant le voir en bonus sur le DVD de la saison 4, qui nous apprend également le nom de son adversaire : Vrej Ratavoussian.

### Épisode 18:Amnésie
- États-Unis : 6 mai 1996

- Dougray Scott (Warren Cochrane)
- Peter Wingfield (Methos)
- Laura Marine (Nancy Goddard)
- Struan Rodger (Bonnie Prince Charlie)
- Gresby Nash (Andrew Donnelly)
- Luc Bernard (inspecteur Déon)

Immortels
- Methos
- Warren Cochrane
- Andrew Donnelly

FlashBack
- 1745-1746, Eriskay et Culloden,  Écosse
- 1786 Normandie,  Royaume de France
- 1786, Picardie

- Dougray Scott sera plus tard le méchant du film Mission impossible 2.
- Par la suite, Luc Bernard sera connu en tant que Maximilien Plastrone dans Léa Parker et Commissaire Bragance dans Central Nuit.

### Épisode 19:La Règle du jeu
- États-Unis : 28 avril 1997

- Stacey Travis (Renee Delaney)
- Marc Warren (Morgan D'Estaing)
- Roland Gift (Xavier St. Cloud)

Immortels
- Xavier Saint Cloud
- Morgan D'Estaing

FlashBack
- 1803, 1806,  République française

- Cet épisode marque la dernière apparition de Xavier Saint Cloud.
- Stacey Travis reprend son rôle de Renee Delaney, que l'on avait pu voir dans deux épisodes de la saison 2.
- Marc Warren est plus connu comme l'interprète de Danny Blue dans la série Les Arnaqueurs VIP.
- Cet épisode a été en fait diffusé pendant la saison 5, entre les épisodes 15 et 16.

### Épisode 20:Jusqu'à la mort
- États-Unis : 13 mai 1996

- Roger Daltrey (Hugh Fitzcairn)
- Jeremy Brudenwell (Robert De Valicourt)
- Cécile Pallas (Gina De Valicourt)
- Peter Wingfield (Methos)

Immortels
- Methos
- Hugh Fitzcairn
- Robert De Valicourt
- Gina De Valicourt

FlashBack
- 1696, 1796 et 1921, Château De Valicourt (près de Paris),  France

- Première apparition de Hugh Fitzcairn depuis son décès dans la saison 3.
- Jeremy Brudenell avait joué dans la seconde saison l'Immortel Nicholas Ward dans l'épisode Le Vampire.
- Dans une scène coupée disponible sur le DVD, Fitzcairn et MacLeod expliquent l'absence de Connor MacLeod lors du mariage.

### Épisode 21:Le Jour du jugement
- États-Unis : 20 mai 1996

- Jesse Joe Walsh (Jack Shapiro)
- Peter Wingfield (Methos)
- Stephen Tremblay (Jacob Galati)

Immortels
- Methos
- Jacob Galati

FlashBack
- Joe Dawson est jugé dans cet épisode pour avoir trahi ses pairs en enfreignant le serment des guetteurs : ne jamais intervenir.

### Épisode 22:Minuit moins une
- États-Unis : 28 septembre 1996

- Jesse Joe Walsh (Jack Shapiro)
- Peter Wingfield (Methos)
- Stephen Tremblay (Jacob Galati)
- Romina Mondello (Irina Galati)
- Peter Hudson (James Horton)

Immortels
- Methos
- Jacob Galati
- Irena Galati

FlashBack
- 1847, Europe de l'Est
- 1992, Europe de l'Est

- Bien que tourné pendant la saison 4, cet épisode a été diffusé dans de nombreux pays comme le premier épisode de la cinquième saison.
- On retrouve dans cet épisode James Horton, le guetteur renégat et principal antagoniste de la saison 2, dans un flashback, puisque son personnage est mort.